# Гезјер ет Фонтнеле
Гезјер ет Фонтнеле (фр. Gézier-et-Fontenelay) насеље је и општина у источној Француској у региону Франш-Конте, у департману Горња Саона која припада префектури Везул.
По подацима из 2011. године у општини је живело 185 становника, а густина насељености је износила 15,29 становника/km². Општина се простире на површини од 12,1 km². Налази се на средњој надморској висини од 326 метара (максималној 367 m, а минималној 225 m).

## Демографија
| 1962. | 1968. | 1975. | 1982. | 1990. | 1999. | 2011. |
| ----- | ----- | ----- | ----- | ----- | ----- | ----- |
| 111   | 113   | 124   | 117   | 119   | 142   | 185   |

График промене броја становника у току последњих година